# 고지집
고지집은 대한민국 전북특별자치도 진안군 백운면에 있다. 2016년 12월 28일 진안군의 향토문화유산(유형) 제18호로 지정되었다.

## 개요
진안 산간지역의 주거양식과 구조를 알 수 있는 중요한 자료이다.